# Diecezja Viviers
Diecezja Viviers – diecezja Kościoła rzymskokatolickiego w południowo-wschodniej Francji. Powstała w IV wieku. W 1801 uległa likwidacji, ale już w 1822 została przywrócona. Do 2002 należała do metropolii Awinionu, a po jej likwidacji weszła w skład metropolii Lyonu.